# Pas (teoria półgrup)
Pas – półgrupa, której wszystkie elementy są idempotentami. Pasy były badane przez amerykańskiego matematyka A.H. Clifforda.

## Przykłady
- Półkraty, gdy patrzeć na nie jak na struktury algebraiczne, to dokładnie pasy przemienne.
- Pasy prostokątne. Niech {\displaystyle X} i {\displaystyle Y} będą zbiorami. Na zbiorze {\displaystyle X\times Y} określamy działanie wzorem {\displaystyle (x_{1},y_{1})(x_{2},y_{2})=(x_{1},y_{2}).} Jest to działanie łączne, więc zadaje ono na {\displaystyle X\times Y} strukturę półgrupy. Każdy element tej półgrupy jest idempotenty, zatem jest to pas, nazywany pasem prostokątnym. Nazwa bierze się stąd, że jeżeli spojrzymy na {\displaystyle X\times Y} jako na prostokątną tablice (być może nieskończoną), której wiersze indeksowane są elementami zbioru {\displaystyle X,} a kolumny elementami zbioru {\displaystyle Y,} to elementy {\displaystyle (x_{1},y_{1}),\,(x_{2},y_{2})} i {\displaystyle (x_{1},y_{2})} stanowią wierzchołki trójkąta prostokątnego. Pasy prostokątne są przeciwieństwem półkrat w następującym sensie. Jeżeli {\displaystyle S} jest pasem prostokątnym i {\displaystyle a,b\in S} to zachodzi implikacja {\displaystyle ab=ba\Longrightarrow a=b.} Mówimy, że pasy prostokątne są nigdzieprzemienne.